# Maki Kusumoto
Maki Kusumoto (n. 15 iulie 1967, Prefectura Kanagawa, Japonia) este o artistă manga japoneză din Prefectura Kanagawa, Japonia. Kusumoto este cunoscută pentru seria manga Kiss xxxx.

## Lucrări
Stilul său este foarte curat și în contrast cu minimalistmul. Autorul își exprimă simțul estetic, prin silueta personajelor sale. Benzile sale deseneate sunt descrise prin cuvintele "decadente", "poetice" și "gotice".
- 1988 Ao no kaihou - The release from blue (Shueisha)
- 1989 HOT HOT HOT - (Shueisha)
- 1989 -1991 Kiss xxxx (cinci benzi desenate, Shueisha)
- 1993 T.V. eye - (Shueisha)
- 1994 -1995 K no souretsu - The funeral procession of K (două benzi desenenate, Shueisha)
- 1997 Hikarabita taiji - Embryons desséchés (Shinshokan)
- 1998 Ikasamaumigame no soup - Mock turtle Soup (Shinshokan)
- 1998 Deadly Dolis (Shodensha)
- 2000 Anbiseikatsu hyakka\ - An Encyclopedia for People under an Obsession with Beautiful Things (Shueisha)
- 2001 RENATIAN - A serious LOVE STORY (PARCO)
- 2002 Love, egg and catastrophe (Shodensha)
- 2003 Two decades (Shinshokan)
- 2004 Eggnog (Shodensha)

## Artbooks
- 1998 Ikasama umigame no soup ten
- 2002 Love, egg and catastrophe
- 2003 Two decades